# Iksora
Iksora (Ixora) – rodzaj roślin należących do rodziny marzanowatych. Należy do niego około 400 gatunków. Gatunkiem typowym jest Ixora coccinea L.

## Morfologia
Wiecznie zielone krzewy i niewielkie drzewa występujące w Afryce, Azji i na wyspach Pacyfiku, na obszarach o klimacie tropikalnym. Liście błyszczące, z reguły ciemnozielone, kwiaty  zebrane w kwiatostany, często okazałe.

## Systematyka
Pozycja systematyczna według APweb (aktualizowany system APG III z 2009)
Należy do rodziny marzanowatych (Rubiaceae), która jest kladem bazalnym w obrębie rzędu goryczkowców (Gentianales) z grupy astrowych spośród roślin okrytonasiennych

## Zastosowanie
Niektóre gatunki są uprawiane jako rośliny ozdobne. W krajach o tropikalnym klimacie używa się ich na żywopłoty, jako rośliny osłonowe i w zieleni miejskiej. Niektóre gatunki uprawiane są także w Europie, jako rośliny pokojowe. W Azji korzenie niektórych gatunków są uznawane za lecznicze i wykorzystywane do leczenia czerwonki i dolegliwości żołądkowych. 
Wybrane gatunki uprawiane w Polsce
- Ixora chinensis Lam. – iksora sztywna
- Ixora coccinea L. – iksora szkarłatna